# Nasswiese am Lochbach
Die Nasswiese am Lochbach ist ein ca. 1,60 Hektar großes Biotop im unterfränkischen Landkreis Haßberge. Das sich im Biotop befindende Moor ist das einzige intakte im nördlichen Steigerwald.

## Geographische Lage
Das Biotop liegt im südlichen Teil des Landkreises Haßberge, ausschließlich im Naturraum Steigerwald, der mit wenigen Ausnahmen deckungsgleich mit dem Naturpark Steigerwald ist. Das Schutzgebiet befindet sich vollständig im FFH-Gebiet "Buchenwälder und Wiesentäler des Nordsteigerwalds". Am östlichen Rand des Biotops fließt der Mainzufluss Lochbach. Die nächstgelegene Stadt ist Eltmann.

## Zonierung & Schutzstatus
Das Schutzgebiet beinhaltet drei kleine Teilflächen. Die Teilfläche 6029-1015-003 besteht zu 100 % aus "Feldgehölz, naturnah", die Teilnummer     6029-1015-002 ist als "Flach- bzw. Quellmoor" kartiert. Die dritte und letzte Teilfläche 6029-1015-002 beinhaltet "Seggen- od. binsenreiche Nasswiesen, Sümpfe, Artenreiches Extensivgrünland, Landröhrichte und Sandmagerrasen". Das Gebiet ist ein rechtlich geschütztes Biotop.

## Lebensraumtyp
In dem Gebiet kommt folgender Lebensraumtyp vor:
| Nummer | Name                      | Größe |
| ------ | ------------------------- | ----- |
| 7230   | Flachmoore und Quellmoore | 0,01  |

## Niedermoor
Das Moorgebiet ist das letzte verbliebene Moorgebiet im nördlichen Steigerwald. Das Gebiet liegt ca. in der Mitte des Biotops und wurde im Jahre 2016 im Rahmen der Biotopkartierung dem Lebensraumtyp 7230 zugeordnet. Es gehört zu den wenigen Moorgebieten in Unterfranken, die nicht in der Existenz gefährdet sind. Das Moor wird nicht bewirtschaftet.

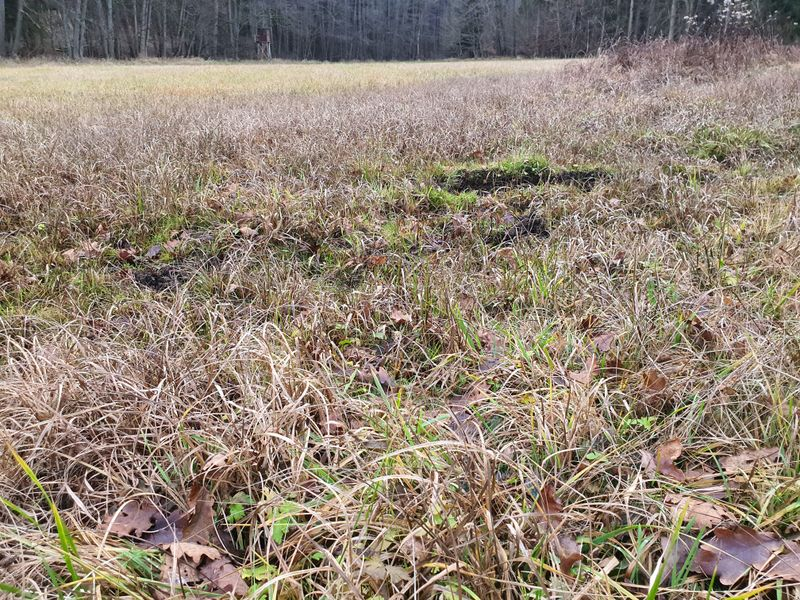
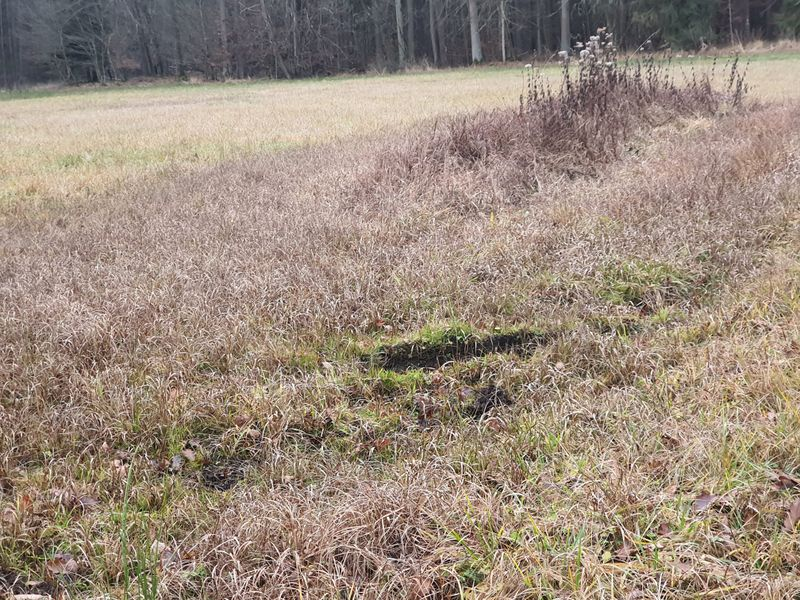
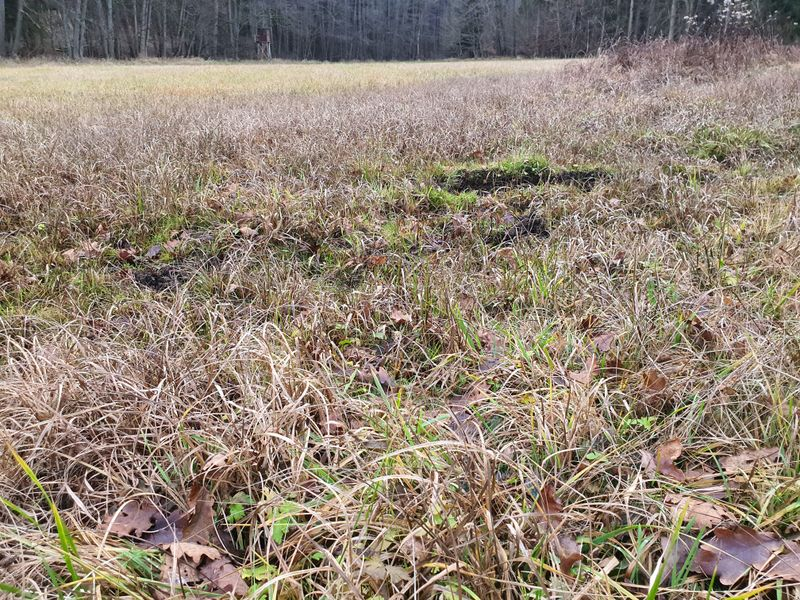

## Bewertung
Im Rahmen der Erstellung des Managementplanes für das FFH-Gebiet Buchenwälder und Wiesentäler des Nordsteigerwalds wurde der Lebensraumtyp anhand von drei Kriterien bewertet:
| Bewertung          | Note |
| ------------------ | ---- |
| Habitatstrukturen  | B    |
| Arteninventar      | B    |
| Beeinträchtigungen | B    |

## Artnachweise
Laut Managementplan kommen in diesem Gebiet verschiedene Kleinseggen, Kleiner Baldrian, Breitblättriges Wollgras und wenige Exemplare von Sumpf-Herzblatt vor. In der Moorbodenkarte werden zusätzlich noch folgende Arten genannt.
| - Sumpf-Schafgarbe - Rotes-Straußgras - Wiesen-Fuchsschwanzgras - Gewöhnliches Ruchgras - Heil-Ziest - Gewöhnliches Zittergras - Sumpf-Dotterblume - Schlank-Segge - Zweizeilige Segge - Blaugrüne Segge - Hasenpfote-Segge - Hirse-Segge - Pillen-Segge - Knöllchen-Steinbrech - Wald-Simse - Kleiner Baldrian | - Blasen-Segge - Kohl-Kratzdistel - Sumpf-Kratzdistel - Wiesen-Knäuelgras - Sumpf-Schachtelhalm - Breitblättriges Wollgras - Wiesen-Schwingel - Artengruppe Rot-Schwingel - Echtes Mädesüß - Färber-Ginster - Bach-Nelkenwurz - Wolliges Honiggras - Artengruppe Geflecktes Johanniskraut - Herbst-Schuppenlöwenzahn - Wiesen-Silge - Wald-Ehrenpreis | - Berg-Platterbse - Sumpf-Hornklee - Feld-Hainsimse - Kuckucks-Lichtnelke - Gewöhnlicher Gilbweiderich - Gewöhnliches Pfeifengras - Sumpf-Vergissmeinnicht - Sumpf-Herzblatt - Rohr-Glanzgras - Kleines M - Gewöhnliches Kreuzblümchen - Blutstillendes Fingerkraut - Großer Wiesenknopf - Gewöhnlicher Teufelsabbiss - Mittlerer Klee |

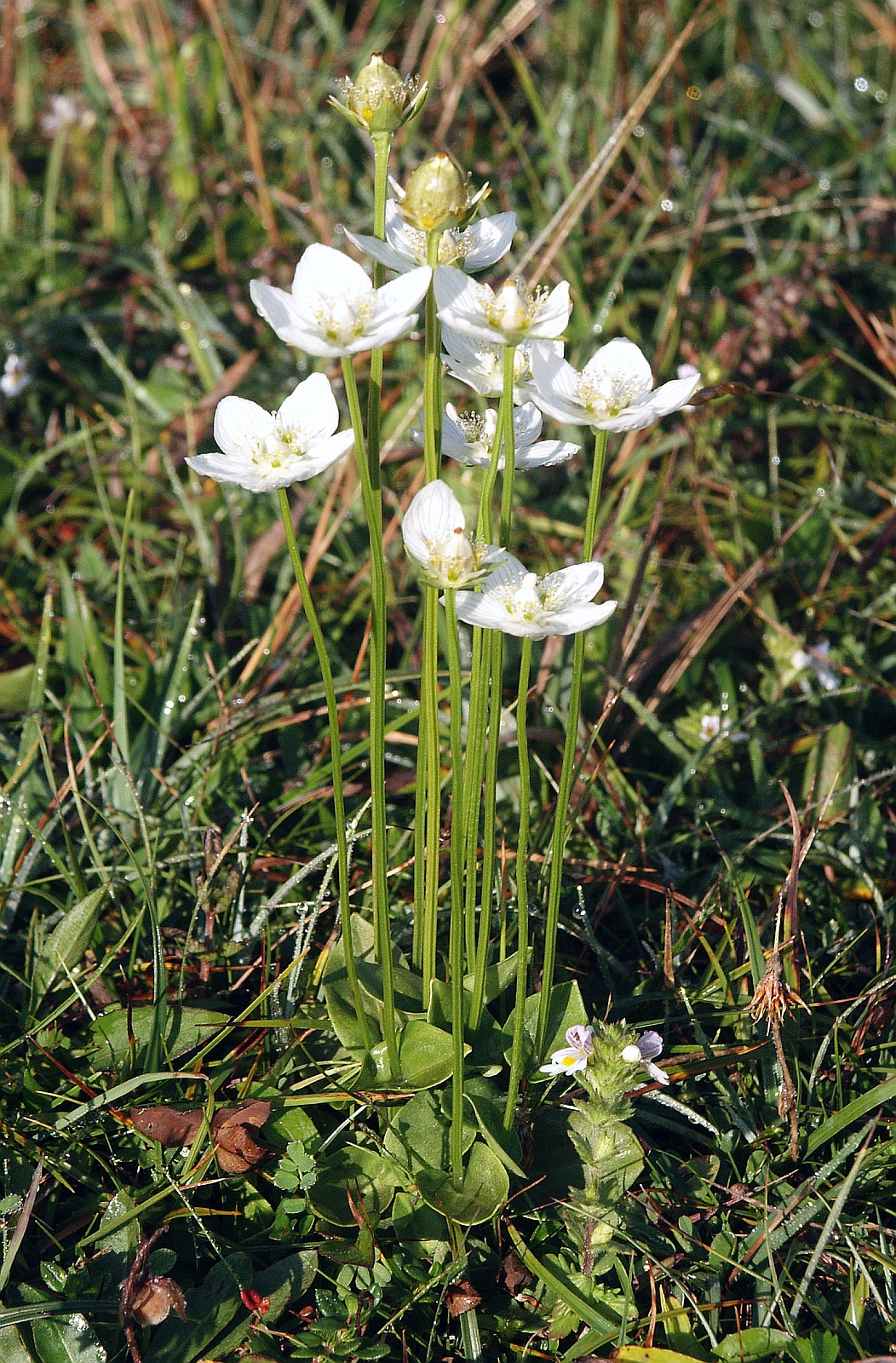
Sumpf-Herzblatt
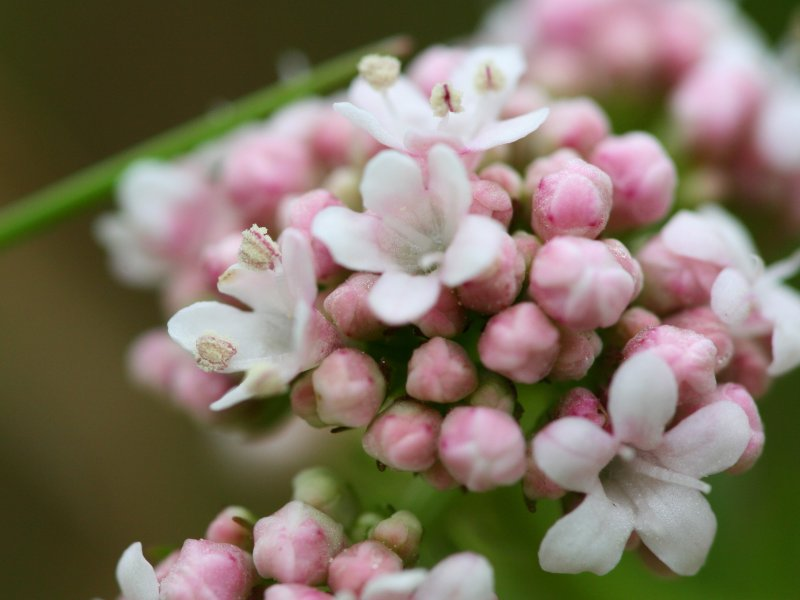
Kleiner Baldrian
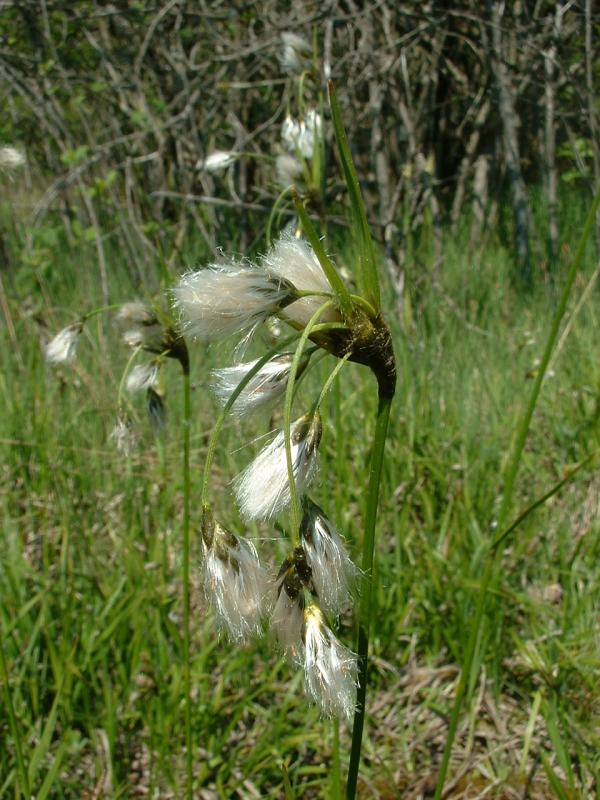
Breitblättriges Wollgras
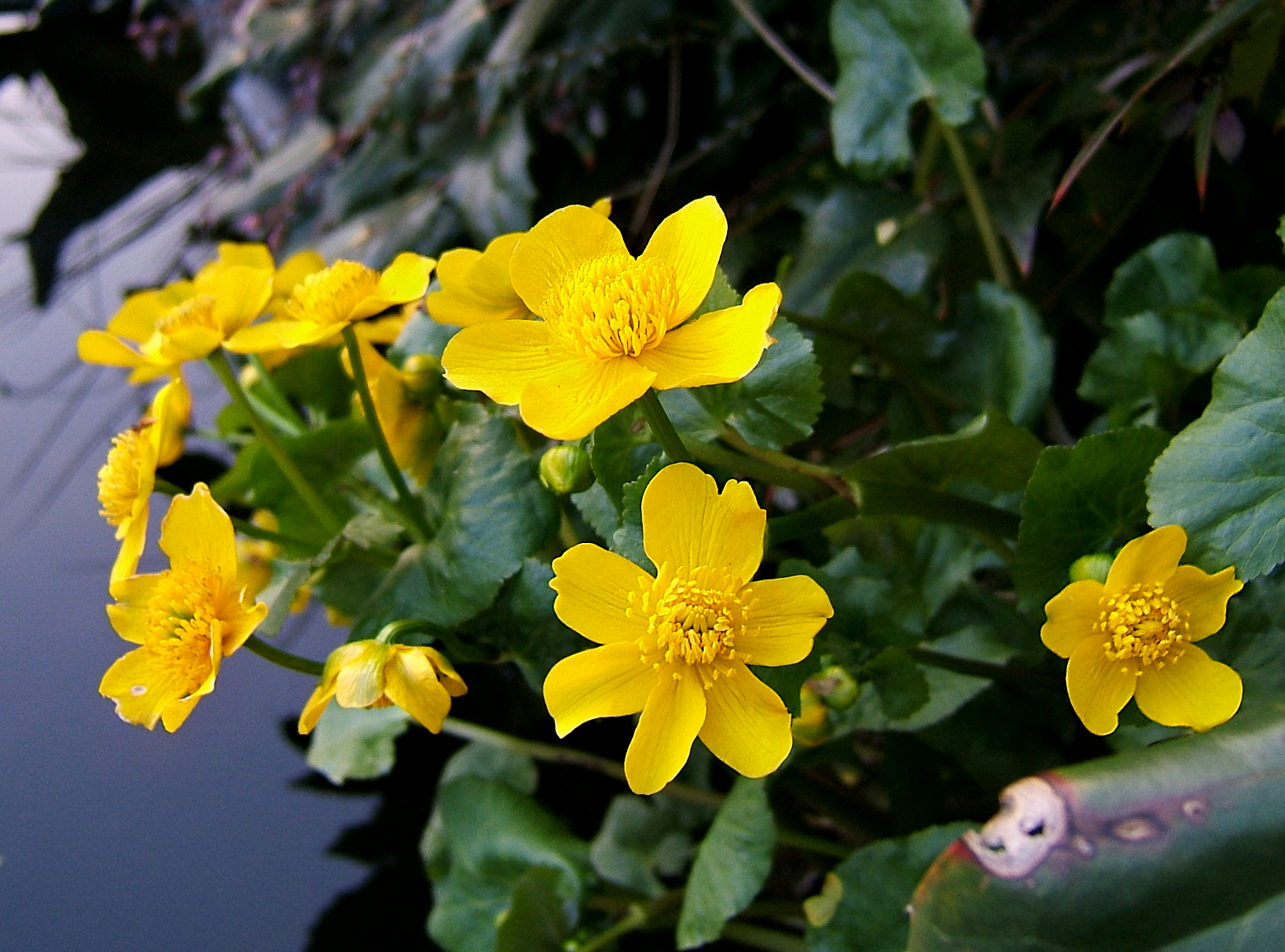
Sumpfdotterblume
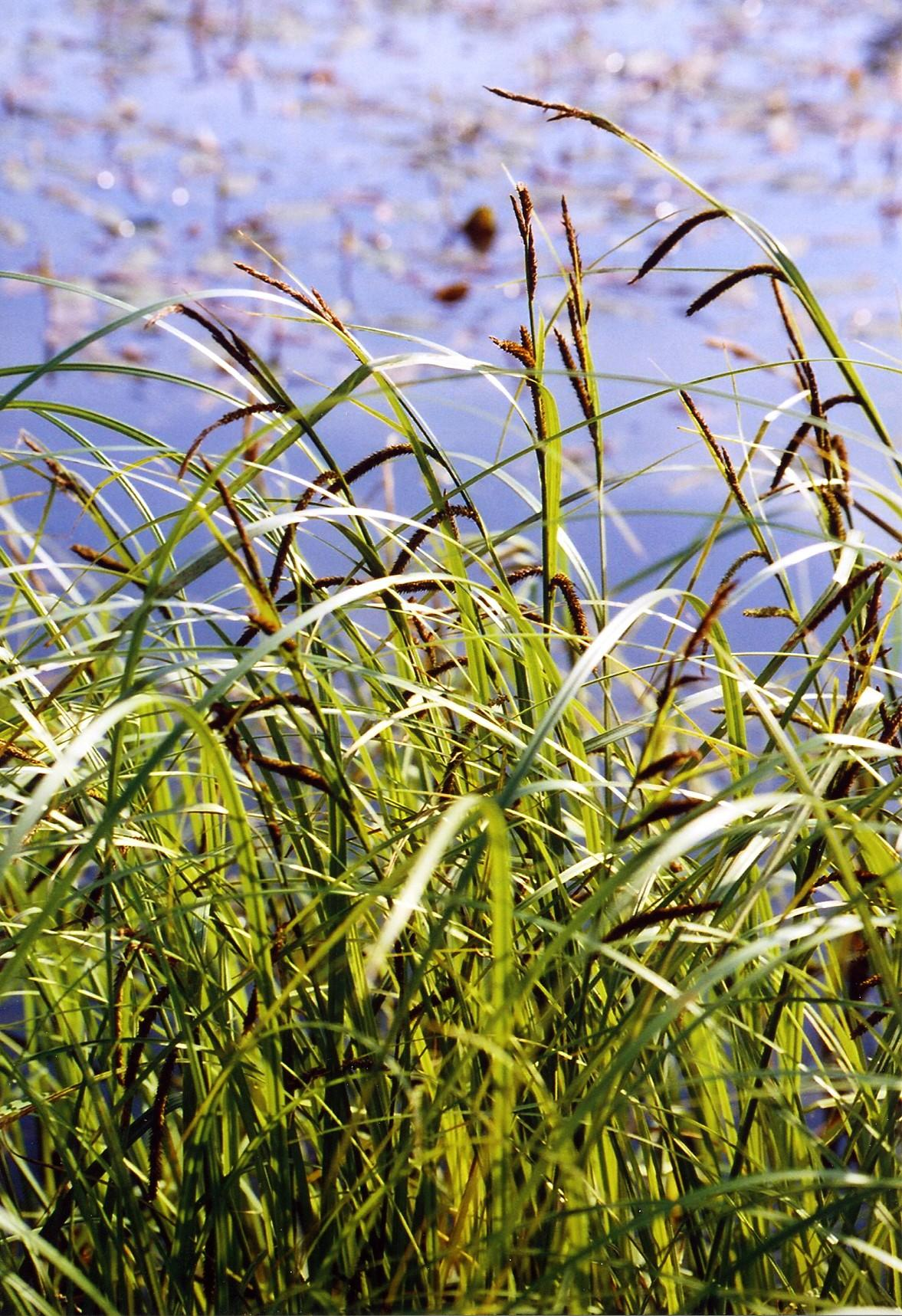
Schlank-Segge
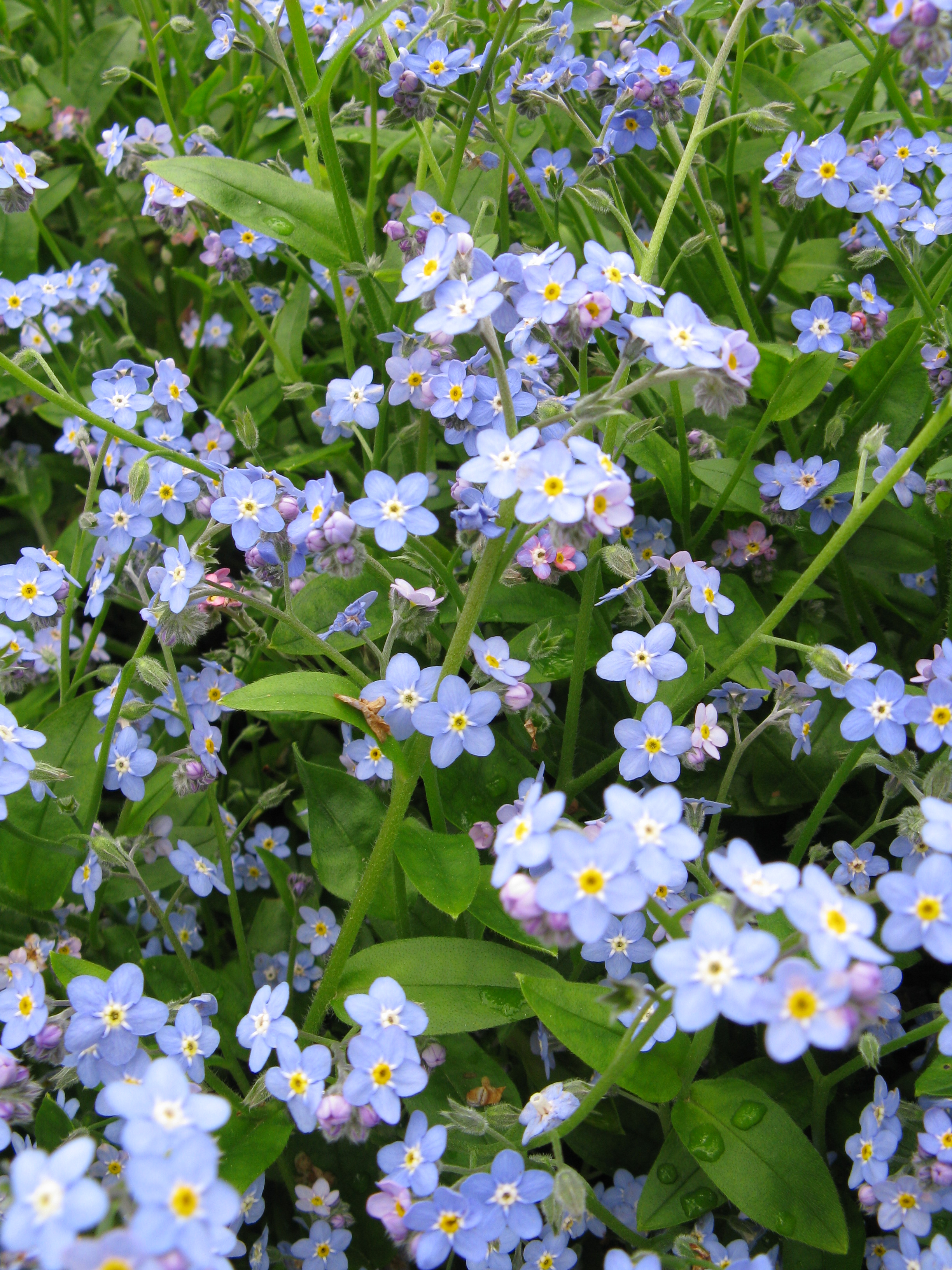
Sumpf-Vergissmeinnicht